# グレゴリー・マルグリス
グレゴリー・マルグリス（Gregori Margulis,Григо́рий Алекса́ндрович Маргу́лис, 1946年2月24日 - ）はソビエト連邦出身で、アメリカ合衆国の数学者。イェール大学教授。
モスクワ生まれ。国際数学オリンピックの1962年大会で銀メダル獲得。1967年にモスクワ大学を卒業、ヤコフ・シナイの指導の下、1970年に同大学院からPh.D.を取得した。

## 邦訳著作
- 『剛性理論における問題と予想』（『数学の最先端 21世紀への挑戦 volume6』所収）納谷信 訳 シュプリンガー・ジャパン

## 主な受賞歴
- 1978年 フィールズ賞
- 1995年 フンボルト賞
- 2005年 ウルフ賞数学部門
- 2020年 アーベル賞